# 白井琴望
白井 琴望（しらい ことの、2002年〈平成14年〉12月1日 - ）は、日本の女優、YouTuber、DJである。女性アイドルグループSKE48チームKIIの元メンバー。
愛知県出身。姉はSKE48の9期生で、同じチームKIIに所属していた白井友紀乃。かつてのDJネームはLyraである。（現在はKOTONOを使用）明治大学文学部心理社会学科卒。

## 略歴
小学生の頃、友人とSKE48の劇場公演を観たのをきっかけにAKB48グループに興味を持ち始め、2015年、『第2回AKB48グループ ドラフト会議』にエントリー。同年5月10日、有明コロシアムで行われた同ドラフト会議において、SKE48チームKIIに第2巡目で指名され、6月12日の公演前に初お披露目。同年11月28日に名古屋国際会議場センチュリーホールで行われた『SKE48冬コン2015 名古屋再始動。～珠理奈が帰って来た～ ひと足お先にXmas!ユニット祭り』の夜公演において、正規メンバー昇格とチームKIIへの所属が発表された。
2017年6月23日、SKE48公式YouTubeチャンネルにてYouTuberデビューを果たす。同年9月24日、『AKB48グループ ユニットじゃんけん大会2017〜絆は拳から生まれる!〜』に単独で出場して3位となり、同12月13日に発売されたfairy w!nkのシングル「天使はどこにいる?」に自身のソロ曲である「誰にも言わないで」が収録された。
2020年6月24日にSKE48公式YouTubeチャンネルで行われた「こっちゃんねる」生配信において、SKE48からの卒業を発表。だがコロナ禍の影響で劇場公演が困難な状況にあった為、同年7月31日をもって活動休止となり、公演を実施できるようになり次第の卒業とされていた。その後2021年1月27日に卒業公演が行われ、同月31日付でSKE48メンバーとしての活動を終えた。
SKE卒業後の2021年4月、スペースクラフト・エージェンシーと契約を結んだことが同年7月9日に報じられ、同年9月2日、自身のYouTubeチャンネルを改めて開設する。同10月15日、渋谷クロスFMで自身のソロ番組である「【in渋谷!!】金曜8時のふわりティ～電波のムダ遣い」がスタートした。また2024年2月から半年間アメリカのカリフォルニア州にあるカリフォルニア大学バークレー校に留学していた。
2025年3月明治大学を卒業。

## 人物
- 愛称は、こっちゃん。
- 趣味は韓国旅行[15]。SKE48時代は、YouTube（「こっちゃんねる」としてSKE48公式YouTubeチャンネルに動画をあげていた）、Passion for you（2021年サービス終了）、パンダと遊ぶことを挙げていた[動画 3]。
- ファンからもらったパンダのぬいぐるみを圧縮袋に入れたり、風呂に入れるなどの可愛がり方が怖すぎることを反省していた[16][17]。
- 大学では心理学を学んでいる[11][18]。

### SKE48
- キャッチフレーズは、「持ちきれないみんなの愛を圧縮してもいいですか？(いいです、いいです、いいですよー！)こっちゃんこと白井琴望です」を使用していた[19]。
- メンバーカラーは赤と白[19]。
- 姉・白井友紀乃とのコンビは「白井姉妹（しらいしまい）」と呼ばれていた。また、48グループで初めて姉が後輩という立場になっていた（琴望は2015年6月、姉の友紀乃は2018年12月にデビュー）[1][2]。
- 尊敬している人物に石田安奈と古畑奈和を挙げていた[20]。

## SKE48での参加曲

### シングル選抜曲
SKE48名義
- 「前のめり」に収録
  - 制服を着た名探偵 - ドリーミング ガールズ名義
- 「チキンLINE」に収録
  - 望遠鏡のない天文台 - Passion For You 選抜名義
  - キスポジション - Team KII名義
- 「金の愛、銀の愛」に収録
  - いい人いい人詐欺 - やんちゃな天使とやさしい悪魔名義
- 「意外にマンゴー」に収録
  - 奇跡の流星群 - Passion For You 選抜名義
  - 円を描く - Team KII名義
- 「無意識の色」に収録
  - 触らぬロマンス - サクララブレター32名義
- 「いきなりパンチライン」に収録
  - 花の香りのシンフォニー - Passion For You 選抜
  - 誰かの耳 - Team KII名義
- 「Stand by you」に収録
  - 蹴飛ばした後で口づけを - Team KII名義
  - 神様は見捨てない
- 「FRUSTRATION」に収録
  - ゲームしませんか? - Passion For You 選抜名義
  - あの日のSecret Base - 白組名義
- 「ソーユートコあるよね?」に収録
  - 恋の根拠 - ハイウェイガールズ名義
- 「恋落ちフラグ」に収録
  - あの頃のロッカー - Passion For You 選抜名義

### 派生ユニットシングル曲
- fairy w!nk「天使はどこにいる?」に収録
  - 誰にも言わないで（ソロ楽曲）[動画 4]

### アルバムCD選抜曲
- 「革命の丘」に収録
  - てっぺんとったるて!（青木詩織とのWセンター）

### 劇場公演ユニット曲
SKE48 研究生「PARTYが始まるよ」公演
- 星の温度
- スカート、ひらり
  - 後藤楽々のアンダー
- あなたとクリスマスイブ
  - 川崎成美のアンダー
- キスはだめよ
  - 後藤楽々・杉山愛佳のアンダー

チームKII 5th Stage「ラムネの飲み方」公演
- クロス
  - 石田安奈のアンダー
- フィンランド・ミラクル
  - 山下ゆかりのアンダー
- Nice to meet you!
  - 内山命のアンダー

チームS 5th Stage「制服の芽」公演
- 万華鏡
  - 大矢真那のアンダー

チームE 4th Stage「手をつなぎながら」公演
- ウィンブルドンへ連れて行って
  - 熊崎晴香のポジション

チームKII 6th Stage「0start」公演
- Bye Bye Bye
- 君について
  - 髙塚夏生・松村香織のアンダー

SKE48「青春ガールズ」公演
- 雨の動物園

## 出演

### 舞台
- ぼっこ～いじめの復讐は、倖せになること～（2015年11月7日、犬山城下町昭和横丁 / 2016年3月19日、花フェスタ記念公園 / 3月20日、多治見駅北庁舎） - 主演・ぼっこ 役
- Alexandrite Stage「G7」（2022年8月17日 - 21日、三越劇場）[21]
- DARKNESS HEELS～THE LIVE～2022（2022年9月15日 - 20日、シアター1010） - ハルカ 役[22][23]

### ラジオ
- 【in渋谷!!】金曜8時のふわりティ～電波のムダ遣い（2021年10月15日 - 2024年10月18日、渋谷クロスFM）